# 則武謙
則武 謙（のりたけ けん、1922年7月18日 - 1994年3月6日）は日本のサッカー選手。ポジションはFW。

## 来歴
兵庫県立第一神戸中学校時代は岩谷俊夫らと共に1941年に明治神宮大会優勝、翌1942年に橿原神宮大会優勝と明治神宮大会連覇に貢献した。1941年に神戸経済大学に進学し、戦後の1947年4月3日に行われた第1回東西対抗戦に関西選抜の一員として出場した。
日本代表としては1951年3月3日のインド空軍戦で代表デビュー。同月9日の1951年アジア競技大会のアフガニスタン代表戦で国際Aマッチの出場歴を有する。

## 所属クラブ
- 兵庫県立第一神戸中学校
- 神戸経済大学
- 日本郵船[2]
- 神戸経済大クラブ

## 代表歴

### 出場大会
- 1951年アジア競技大会

### 試合数
- 国際Aマッチ 1試合 0得点(1951)

| 日本代表 | 国際Aマッチ | 国際Aマッチ | その他 | その他 | 期間通算 | 期間通算 |
| 年       | 出場        | 得点        | 出場   | 得点   | 出場     | 得点     |
| -------- | ----------- | ----------- | ------ | ------ | -------- | -------- |
| 1951     | 1           | 0           | 1      | 0      | 2        | 0        |
| 通算     | 1           | 0           | 1      | 0      | 2        | 0        |

### 出場
| No. | 開催日         | 開催都市     | スタジアム | 対戦相手       | 結果 | 監督     | 大会       |
| --- | -------------- | ------------ | ---------- | -------------- | ---- | -------- | ---------- |
| 1.  | 1951年03月09日 | ニューデリー |            | アフガニスタン | ○2-0 | 二宮洋一 | アジア大会 |